# Боинг-747 к полёту готов

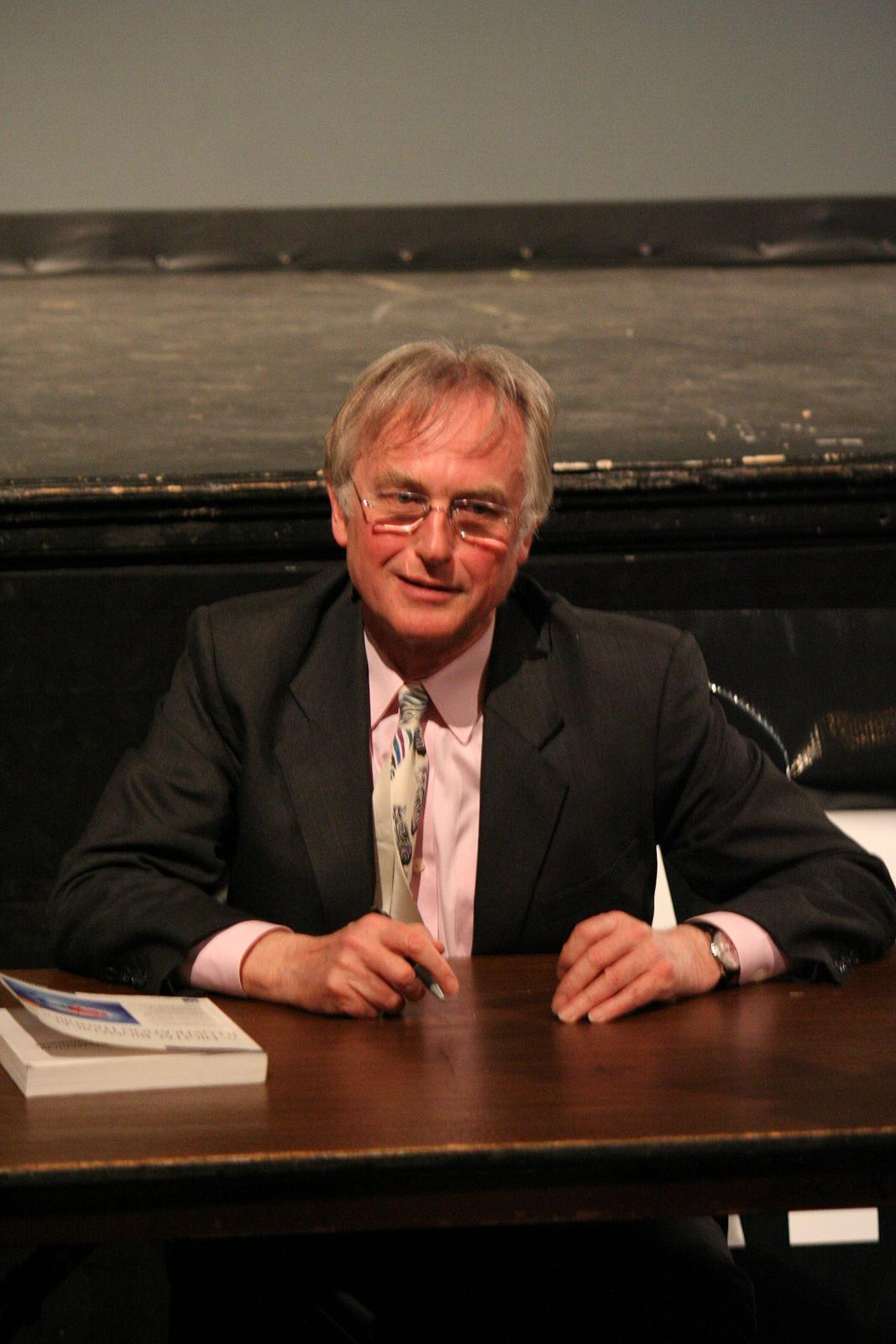
Ричард Докинз впервые предложил аргумент «„Боинг-747“ к полёту готов» в своей книге «Бог как иллюзия»

«Боинг-747» к полёту готов — подзаголовок главы 4 («Почему бога почти наверняка нет») книги Ричарда Докинза «Бог как иллюзия». В этом месте Докинз показывает, почему, по его мнению, дарвиновский естественный отбор является единственным логически удовлетворительным решением проблемы возникновения сложного из простого.

## Вступление
Название «Боинг-747 к полёту готов» является противопоставлением к мысли Фреда Хойла про свалку и «Боинг-747». По мнению Хойла, вероятность самопроизвольного зарождения жизни на Земле не превышает вероятности того, что пролетающий над свалкой торнадо случайно соберёт из валяющихся в беспорядке деталей готовый к полёту «Боинг-747».
Ричард Докинз называет идею Фреда Хойла «остроумной выдумкой», которая возникла из-за непонимания процесса эволюции и механизма естественного отбора, в котором нет никакой случайности:
Вероятность возникновения в результате случайной группировки отдельных частей жизнеспособных лошади, жука или страуса вполне сопоставима с вероятностью появления «Боинга». В этом-то, вкратце, и заключается любимый аргумент креационистов — но придумать его могли только люди, абсолютно не разбирающиеся в механизме естественного отбора; люди, полагающие, что естественный отбор — это своего рода рулетка, тогда как на самом деле это — при правильном понимании термина «случайность» — нечто совершенно противоположное. 

## Формулировка Докинза
Ричард Докинз приводит итоги своих размышлений. Фразы «кран» и «небесный крюк» — это понятия из книги Дэниела Деннета «Опасные идеи Дарвина».
1. Одной из самых сложных задач для человеческого ума в течение многих веков было объяснение сложного и невероятного возникновения разумного начала во Вселенной.
2. Естественно, возникает соблазн приписать появление разума самому разуму. Например, такой предмет, как часы, созданный человеческими руками, изобрёл умный инженер. Хочется применить такую же логику и к глазу или крылу, пауку или человеку.
3. Но этот соблазн ошибочен, поскольку автор гипотезы немедленно поднимает ещё более острый вопрос — кто создал самого автора? Основная проблема, о которой мы начинаем говорить, это проблема объяснения статистически невероятного события. Очевидно, не существует решения для того, чтобы теоретически допустить что-то ещё более невероятное. Нам нужен «кран», а не «небесный крюк», так как только кран может работать, постепенно и очевидно переходя от простого к невероятно сложному.
4. Самый изобретательный и мощный «кран» можно отыскать в теории эволюции Дарвина, и называется он естественный отбор. Дарвин и его преемники показали, как живые создания с впечатляющей статистической невероятностью и возникновением разума развились с низшей ступени. Мы можем с уверенностью сказать, что иллюзия наличия разумного замысла живых созданий — так и остаётся иллюзией.
5. Подобного «крана» для физики у нас пока нет. В некотором роде теория мультивселенной может послужить таким же объяснением для физики, какое дал дарвинизм для биологии. Но этот вид объяснения гораздо менее удовлетворителен, чем биологическая версия дарвинизма, поскольку в основном полагается на удачу. Но антропный принцип даёт нам право теоретически допустить гораздо более удачное стечение обстоятельств, чем то, которое предполагают интуитивные человеческие представления.
6. Не следует оставлять надежду на лучший «кран» в физике, который будет таким же мощным, как и дарвинизм в биологии. Но даже при отсутствии удовлетворительного «крана», равносильного биологическому, относительно слабые «краны», которые имеются у нас в распоряжении сейчас, заметно лучше, чем обречённая на провал гипотеза о разумном создателе.

Основной тезис дискуссии заключается в том, что эволюция путём естественного отбора является более простым объяснением и, согласно Бритве Оккама, более подходящее объяснение, чем гипотеза о Боге. Он цитирует пункт, в котором Ричард Суинбёрн соглашается с тем, что лучше более простое объяснение, но делает вывод, что теизм более прост, потому что имеет дело с одним-единственным Богом, как причиной и поддерживающей силой любого объекта. Эта сущность всемогуща, всеведуща и абсолютно свободна. Докинз возражает, что бог, который наблюдает и руководит каждой частицей во Вселенной и прислушивается ко всем нашим мыслям и мольбам, не может быть простым. Его существование потребовало бы ещё более сложного и грандиозного объяснения. Теория естественного отбора гораздо проще теории о существовании такого сложного существа и, таким образом, является более предпочтительной.
Затем Докинз обращается к обсуждению взглядов Кейт Вард о божественной простоте, чтобы показать все трудности, «которые несёт в себе теологическая точка зрения на сложность происхождения жизни». Докинз пишет, что Вард скептически относится к идеям Артура Пикока о том, что эволюцией руководят и другие высшие силы, кроме естественного отбора, и эти процессы имеют тенденцию к всевозрастающей сложности. Докинз говорит о том, что такое скептическое отношение вполне оправдано, поскольку сложность не обуславливается мутациями. Докинз пишет:
Естественный отбор, насколько нам известно, это единственный процесс, способный в конце концов создать сложное из простого. Теория естественного отбора действительно проста. Это есть основа, с которой всё начинается. С другой стороны, то, что она объясняет, сложно даже после объяснения: ещё сложнее, чем мы можем себе представить — освобождение Бога от функции Создателя.

### Ответ Докинза на критику
Докинз пишет о своём участии в конференции в Кембридже, профинансированной компанией Templeton Foundation, на которой он выдвинул перед присутствующими богословами аргумент о том, что создателем столь сложной Вселенной должно быть существо сложное и невероятное.. Согласно Докинзу, наиболее сильным контр-аргументом стало порицание его за то, что он пытается распространить научную эпистемологию на вопрос, находящийся за гранью научных изысканий. Раз уж богословы полагают Бога простым, как смеет учёный вроде Докинза браться за то, «чтобы диктовать богословам, что их Бог должен быть сложным существом?». Докинз пишет, что по его впечатлению, прикрывающиеся этой уклончивой фразой не прибегали «к намеренной неправде», они лишь «расположили себя в некоей Зоне Эпистемологической Безопасности, куда не смеют прорваться здравые аргументы — лишь потому, что они сами так решили».
Богословы, пишет Докинз, настаивают на необходимом наличии некой первопричины, коей и можно присвоить имя «Бог». Такая причина должна была быть простой, отвечает Докинз, а следовательно, «Бог» — неподходящее имя для неё, если только не отказаться от привычных ассоциаций, возникающих при использовании термина «Бог». Докинзу хотелось бы видеть в роли этой причины «самоподъёмный кран», медленно поднимающий мир к нынешнему уровню сложности. По мнению Докинза, постулат о наличии перводвижителя, способного к разумному замыслу, является «полным отказом от попытки поиска объяснения». Докинз, по его словам, не требует узконаучного объяснения и будет удовлетворён любой честной теорией, объясняющей сложные явления природы с помощью крана, но не «крюка с неба».

## Оценка и критика
Авторы-теисты, такие как богослов Алистер Макграт в книге «Заблуждение Докинза» (англ. The Dawkins Delusion?) и философы Элвин Плантинга и Ричард Суинбёрн, выступили с жёсткой критикой книги. Другой критический отзыв, написанный биологом Х. Алленом Орром, вызвал жаркую дискуссию. Норманн Левит не согласен с Орром: он задаётся вопросом, почему богословы полагают, что имеют исключительное право писать о том, кто управляет Вселенной. Дениэл Деннетт также выступил против обзора Орра, вслед за чем между ними завязалась публичная дискуссия в виде открытых писем друг другу. Философ сэр Энтони Кенни также считает этот аргумент ошибочным.

### Простота Бога и материалистические допущения
Элвин Плантинга и Ричард Суинбёрн считают, что Бог прост. Суинбёрн приводит два аргумента, объясняющих, почему Бог, руководящий каждой частицей, может быть простым. Во-первых, ссылаясь на феномен расщеплённого мозга, Суинбёрн утверждает, что человек — это не то же самое, что его сложный мозг, но нечто более простое, которое может этот мозг контролировать. Во-вторых, простота — это качество, присущее гипотезе и не относящееся к её наблюдаемым следствиям.
Плантинга утверждает, что Докинз совершает логическую ошибку, используя материализм как неявную предпосылку: даже если допустить сложность разумного агента, о которой говорит Докинз, его невероятность при этом следует только из материализма, который предполагает, что первичными объектами нашей Вселенной были элементарные физические частицы, потому что в этом случае требуется объяснить, как эти частицы собрались в сложную сущность. Если же сложная сущность является нематериальной, то, по мнению Плантинги, её существование можно постулировать без всякого объяснения.
В обширном анализе, опубликованном в «Science and Christian Belief», Патрик Ричмонд предполагает, что «Докинз прав, когда он возражает против необъяснимой организованной сложности Бога», но Бог, по Ричмонду, не имеет внутреннего состава и ограничений, наблюдаемых в физических существах; следовательно, теист может объяснить, почему природа существует, не прибегая к необъяснимой организованной сложности или крайней невероятности Бога.

### Необходимость внешних объяснений
Уильям Ф. Валичела придерживается мысли, что сложность как таковая не нуждается в объяснении, поскольку в поиске окончательного объяснения в конце концов необходимо принять нечто, сложность чего не имеет внешнего объяснения.
Плантинга пишет, что если отстраниться от поиска окончательного объяснения сложности, сложность земной жизни прекрасно объяснима наличием другой сложности, а именно действиями Бога. Плантинга утверждает, что поскольку согласно классическому теизму Бог — это необходимое сущее, он по определению является максимально вероятным, и, таким образом, чтобы доказать нереальность Бога, нужно представить аргумент, показывающий, что нет необходимости обладать качествами, присущими Богу.
Алистер Макграт полагает, что переход от осознания сложности к утверждению о нереальности проблематичен, так как теория всего будет более сложной, чем теории, которые она заменит, но нельзя говорить, что она менее вероятна. Затем он пишет, что вероятность не имеет никакого отношения к вопросу о существовании: жизнь на Земле в высшей степени невероятна, хотя мы и существуем. Важный вопрос с его точки зрения состоит не в том, вероятно ли существование Бога, а реально ли он существует.